# Opération Koutouzov
Seconde Guerre mondiale
Batailles
Front de l’Est

Prémices :
- Campagne de Pologne
- Guerre d’Hiver

Guerre germano-soviétique :
- 1941 : L'invasion de l'URSS

- Opération Barbarossa

Front nord : 
- Guerre de Continuation
- Opération Silberfuchs
- Siège de Léningrad

Front central : 
- 2e bataille de Brest-Litovsk
- Bataille de Białystok–Minsk
- 1re bataille de Smolensk
- Bataille de Kiev

Front sud : 
- Siège d'Odessa
- Campagne de Crimée

- 1941-1942 : La contre-offensive soviétique

Front nord : 
- Poche de Demiansk
- Poche de Kholm

Front central : 
- Bataille de Moscou

Front sud : 
- Seconde bataille de Kharkov

- 1942-1943 : De Fall Blau à 3e Kharkov

Front nord : 
- Offensive de Siniavino
- Opération Iskra
- Bataille de Krasny Bor
- Opération Poliarnaïa Zvezda

Front central : 
- Opération Mars

Front sud : 
- Bataille du Caucase (opération Fall Blau)
- Bataille de Stalingrad
- Opération Uranus
- Opération Saturne
- Offensive d'Ostrogojsk-Rossoch
- Offensive de Voronej-Kastornoe
- Opération Gallop
- Opération Étoile
- Troisième bataille de Kharkov

- 1943-1944 : Libération de l'Ukraine et de la Biélorussie

Front central : 
- 2e bataille de Smolensk
- Opération Bagration

Front sud : 
- Bataille de Koursk
- Bataille du Dniepr
- Offensive Dniepr-Carpates
- Offensive de Crimée
- Offensive de Lvov-Sandomir

- 1944-1945 : Campagnes d'Europe centrale et d'Allemagne

Allemagne : 
- Offensive Vistule-Oder
- Offensive de Poméranie orientale
- Siège de Breslau
- Offensive de Prusse-Orientale
- Bataille de Königsberg
- Bataille de Seelow
- Bataille de Bautzen
- Bataille de Berlin
- Capitulation allemande

Front nord et Finlande : 
- Guerre de Laponie
- Offensive Leningrad-Novgorod
- Bataille de Narva

Europe orientale : 
- Opération Margarethe
- Insurrection de Varsovie
- Soulèvement national slovaque
- Opération Panzerfaust
- Bataille de Budapest
- Opération Frühlingserwachen
- Offensive de Vienne
- Insurrection de Prague
- Offensive de Prague
- Bataille de Slivice

Front d’Europe de l’Ouest

Campagnes d'Afrique, du Moyen-Orient et de Méditerranée

Bataille de l’Atlantique

Guerre du Pacifique

Guerre sino-japonaise

Théâtre américain
L'opération Koutouzov fut une offensive militaire de l'Armée rouge, dans la région d'Orel, en Russie, contre les forces nazies durant la Seconde Guerre mondiale.
Cette opération fut nommée en référence à Mikhaïl Koutouzov, le général tsariste qui sauva la Russie de la défaite durant l'invasion de son empire par Napoléon lors de la campagne de 1812.

## Présentation
L'opération débuta le 12 juillet 1943 et s'acheva le 18 août de la même année avec pour résultat la défaite de la IIe Panzerarmee allemande face aux armées soviétiques du front de l'Ouest et du front de Briansk ainsi que la destruction des positions fortifiées allemandes placées autour d'Orel.

## La bataille

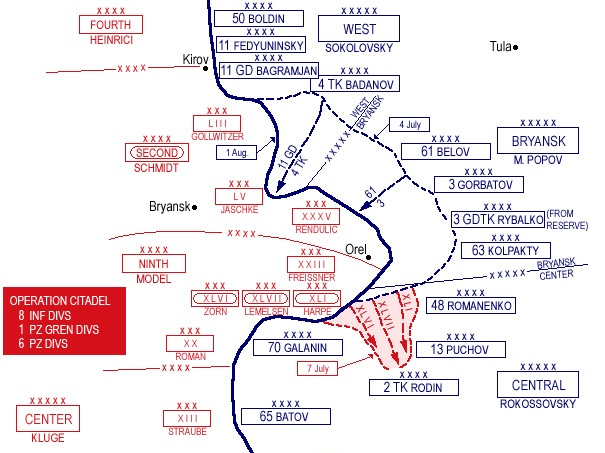
Carte de la bataille en août 1943.

L'opération Koutouzov fut conduite par les armées soviétiques du front de l'Ouest, du front de Briansk et du front central contre la IIe armée de Panzers allemands et la IXe armée allemande dans le secteur d'Orel. L'objectif des Soviétiques était de faire pression sur le groupe d'armée centre allemand qui était alors déjà partiellement engagé dans la bataille de Koursk, mais également de réduire le saillant d'Orel, long de plusieurs centaines de kilomètres à travers les immenses plaines russes. Enfin, le but était de détruire les nombreuses armées adverses pour porter un coup décisif à la Wehrmacht. Le premier objectif fut pratiquement atteint avec succès dès les premiers jours de combat, grâce à un vaste mouvement en direction des réserves allemandes désignées préalablement pour la bataille de Koursk. Ces dernières durent donc faire face à cette attaque, ce qui les retint sur place durant plusieurs jours et les empêcha de se porter sur le front de Koursk.
L'attaque initiale fut déclenchée simultanément sur les faces nord et orientales du saillant d'Orel. Par la suite, l'attaque se généralisa également sur le flanc sud, après que les forces blindées allemandes se furent retirées de l'offensive menée sur Koursk pour se porter à la rencontre des armées soviétiques lancées dans l'opération Koutouzov.

## Conséquences
Les forces soviétiques finirent par repousser les défenseurs allemands, ce qui leur permit de libérer ensuite Orel. L'Opération Koutouzov permit d'anticiper la libération de Smolensk en septembre 1943. Les Allemands furent grandement affaiblis par cette avancée et furent de ce fait incapables de stopper par la suite toute nouvelle percée soviétique en direction de l'ouest.